# ヴィルヘルム・テニー
ヴィルヘルム・テニー（ドイツ語: Wilhelm Thöny, 1888年2月10日 - 1949年5月1日）は、オーストリアの画家、版画家、イラストレーターである。パリやニューヨークの都市風景などを描いた。

## 略歴
グラーツで生まれ、グラーツの美術学校で学んだ後、1908年から1912年の間、ミュンヘン美術院で、アンジェロ・ヤンクやガブリエル・フォン・ハックルに学んだ。絵画を学びながら声楽やピアノ演奏も学んだ。「ミュンヘン新分離派」(Münchener Neue Secession)の創立メンバーになり、画家、イラストレーターのアルフレート・クービン（Alfred Kubin: 1877-1959）と知り合い、長く交流した。
第一次世界大戦の2年目の1815年に、短期志願兵として従軍した後、1916年に予備士官学校に入学し、1917年8月に中尉に任官した。戦争画家として働き捕虜収容所で各国の捕虜を描き、イタリアの戦線に派遣したされた時は、公式戦争画家ではなかったが所属した連隊の活動を描いた。
戦争の後、故郷のグラーツに戻り、1923年にグラーツ分離派の共同創設者となり初代の会長となった。1925年にアメリカ人画家、フランク・S・ハーマン（ Frank S. Herrmann: 1866–1942)の娘で、画家で風刺画家のエヴァ・ハーマン（Eva Herrmann: 1901-1978）の妹のテア・ハーマン＝トラウトナー（Thea Herrmann-Trautner）と結婚した。
1929 年にパリに短期間滞在して、シテ島を描いた風景画の大作を描き、パリやニューヨークといった近代的な都会の風景を描くようになった。グラーツを離れ、1931年から1938年まではパリで滞在し、毎年秋はコートダジュールで過ごし、その風景を描いた。1933年の夏に初めてマンハッタンに旅し、この旅の印象をもとにしてパリでニューヨークをモチーフにした油彩画や水彩画を数多く描いた。1929年と1935年、1936年のプラハ分離派の展示会に参加した。1937年のパリ万国博覧会の展覧会で、金メダルを受賞した。1938年にユダヤ人の妻テアとテニーはニューヨークに移った。アメリカで数多くの展覧会を開いたが、ヨーロッパ人としての孤立した立場に苦しんだ。
1948年3月にニューヨークの倉庫で火災が発生し、大規模な共同展で展示される予定だったテニーの作品 1,000点以上が焼失し、生涯の仕事の大部分が失われた。1949年に亡くなるまで、この損失から立ち直ることはできなかった。

## 作品

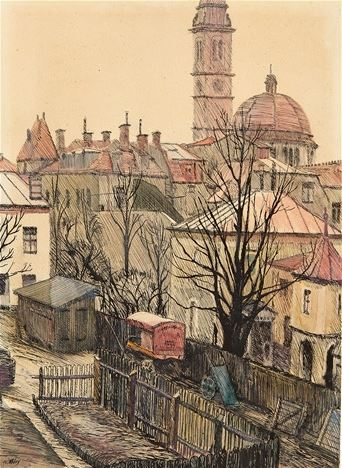
雨の後　(1912)
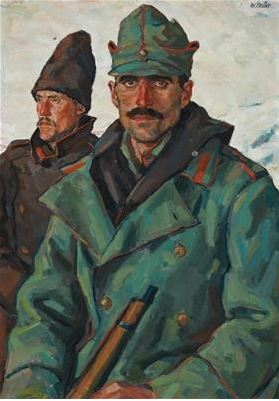
第一次世界大戦中の兵士(1816)
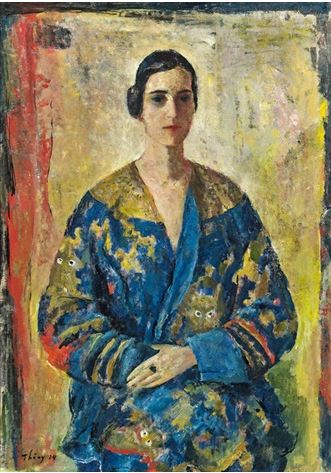
妻の肖像画 (1925)
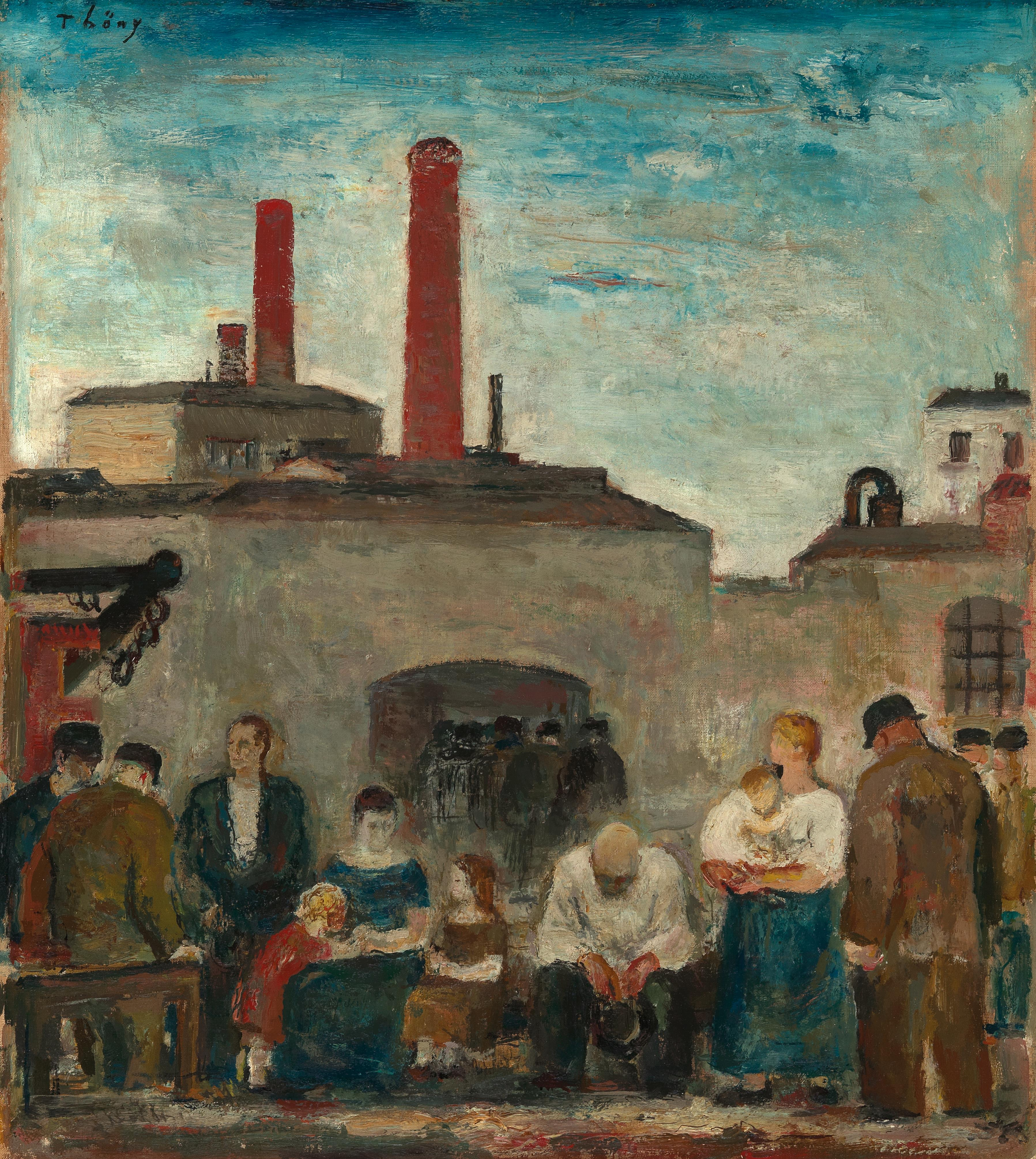
労働者の集会所 (1925)

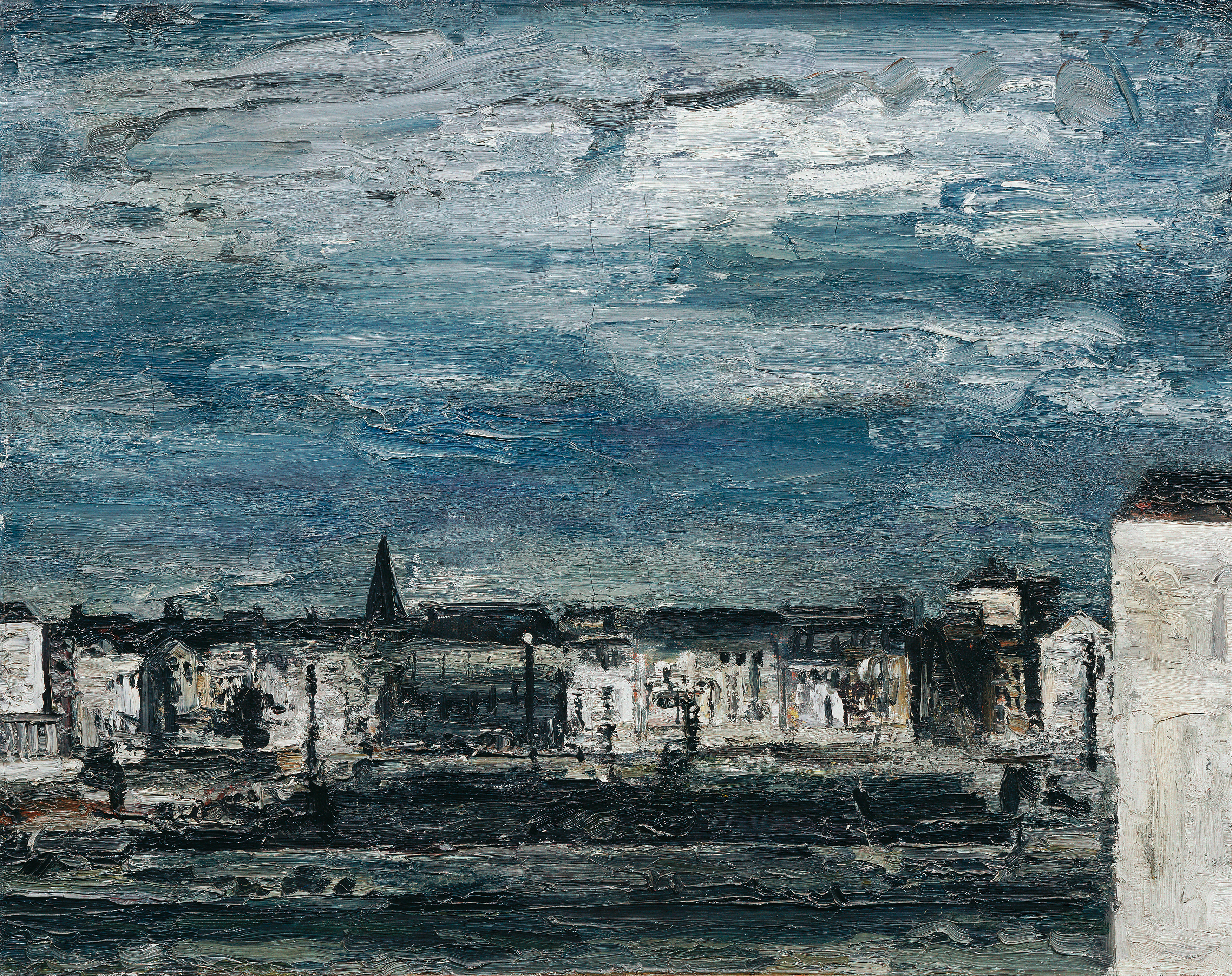
グラーツの川辺の月夜 (1925) オーストリア・ギャラリー
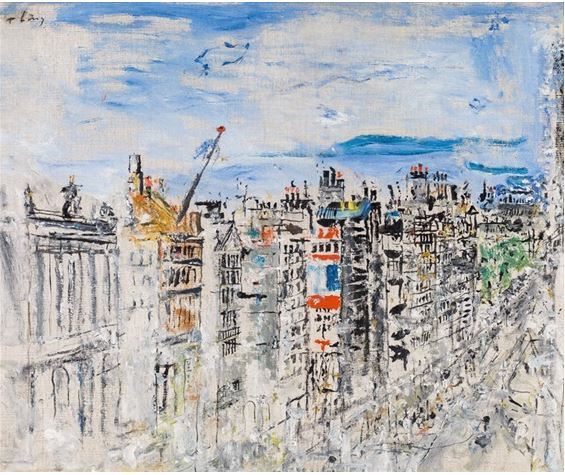
パリ風景 (1933)
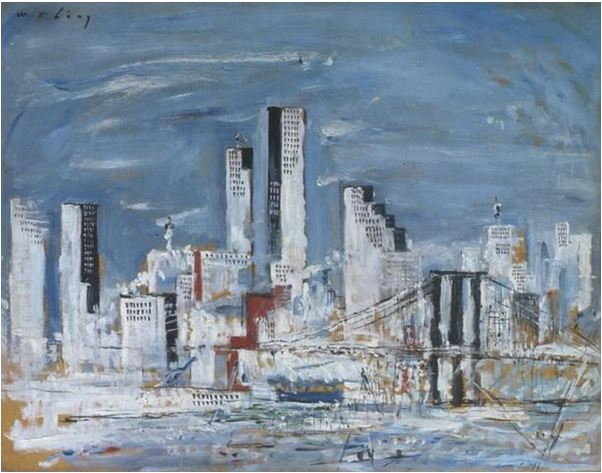
ブルックリン橋